# Градація
Града́ція (лат. gradatio поступове підвищення, посилення від gradus крок, ступінь) — стилістична фігура, яка полягає у поступовому нагнітанні засобів художньої виразності задля підвищення (клімакс) чи пониження (антиклімакс) їхньої емоційно-смислової значущості.
Градація розрізняється за просторово-часовими (переважно у прозі), інтонаційно-емоційними (поезія) та психологічними (драма) ознаками. Виразність градації посилюється поєднанням її з анафорою (Юлій Цезар: «Прийшов, побачив, переміг»).
Класичним прикладом градації як прийому строфічної композиції можна вважати вірш В. Мисика «Сучасність»:
Так, мабуть, і в часи Бояна

Квітчалася пора весняна,

І накрапали молоді дощі,

І хмари насувалися з Таращі,

І яструби за обрій углибали,

І дзвінко озивалися цимбали,

І в пралісах озера голубі

Вглядалися в небесну дивну ясність.

Все — як тоді. А де ж вона сучасність?

Вона в найголовнішому: в тобі.— В. Мисик, Сучасність
Градація полягає в такому розташуванні частин висловлення (слів, частин речення), при якому кожна наступна містить у собі підсилення (чи послаблення) смислового або емоційно-експресивного значення.

## Види
Градація висхідна або клімакс — розташування слів у порядку підсилення їх значення. Наприклад:
І в'яне, сохне, гине, гине твоя єдиная дитина. (Т. Шевченко.)
Градація спадна або антиклімакс — розташування слів у порядку послаблення їх значення:
Тріснуло, струхло і стихло. Лиш шум все шумів рясношумний. (П. Тичина.)